# Велиев, Адиль Мастан оглы
Адиль Мастан оглы Велиев (азерб. Adil Məstan oğlu Vəliyev; 5 июля 1909, Елизаветпольский уезд — 15 ноября 1988, Кировабад) — советский азербайджанский партийный деятель, Герой Социалистического Труда (1948).

## Биография
Родился 5 июля 1909 года в селе Расуллу Елизаветпольского уезда Елизаветпольской губернии (ныне Кедабекский район Азербайджана).
С 1939 года директор колхозной школы в Шемахинском районе, в 1942 году секретарь Шемахинского, с 1942 года первый секретарь Сафаралиевского, с 1948 года Мир-Баширского райкомов КП Азербайджана. В 1952-1953 годах заведующий отделом сельского хозяйства Гянджинского областного, в 1954-1961 годах первый секретарь Джебраильского районного комитета КП республики. С 1962 года начальник ветеринарной станции города Кировабад. В 1947 году своей работой обеспечил перевыполнение в целом по району планового сбора урожая хлопка на 41,8 процентов.
Указом Президиума Верховного Совета СССР от 10 марта 1948 года за получение в 1947 году высоких урожаев хлопка Велиеву Адилю Мастан оглы присвоено звание Героя Социалистического Труда с вручением ордена Ленина и золотой медали «Серп и Молот».
Активно участвовал в общественной жизни Азербайджана. Член КПСС с 1938 года. Депутат Верховного Совета Азербайджанской ССР 3-го созыва.
Скончался 15 ноября 1988 года в городе Кировабад.